# Dodecaedro truncado parabiaumentado
En geometría, el dodecaedro truncado parabiaumentado es uno de los sólidos de Johnson (J69).